# HP 35s
HP 35s Scientific Calculator je zadnji od dolgega niza negrafičnih znanstvenih in programabilnih žepnih kalkulatorjev podjetja Hewlett-Packard. Čeprav je naslednik kalkulatorja HP 33s, so ga leta 2007 izdali ob 35. letnici HP-35, prvega žepnega kalkulatorja HP in prvega znanstvenega žepnega kalkulatorja na svetu. Prodajna cena je 60 $.

## Značilnosti
HP 35s za vnos funkcij in operandov uporablja obrnjeni poljski zapis (RPN), čeprav lahko sprejme tudi čisto algebrski zapis. Za razliko od izvirnega HP-35 ima HP 35s programabilne tipke, kar pomeni da si lahko zapomni in izvrši zaporedje tipk pri reševanju določenih problemov, ki so za uporabnika zanimivi. Ti programi, vezani na tipke, lahko poleg operacij normalno dosegljivih na tipkovnici izvršujejo ukaze za zanke, tako da lahko programi izvajajo ponavljajoče operacije in odločitve. Ima 43 tipk, od tega dve dvižni tipki, zlatorumeno tipko f in modro tipko g.
HP 35s ima med drugim naslednje možnosti:
- dvovrstični alfanumerični matrični zaslon LCD
- 26 pomnilniških registrov
- znanstvene in statistične funkcije
- desetiške, dvojiške, osmiške in šestnajstiške operacije
- reševanje enačb (prvič pri HP-34C)
- numerično integriranje (tudi prvič pri HP-34C)
- podpora za vnos in prikaz ulomkov
- računanje s kompleksnimi števili in vektorji
- pretvorba enot in razpredelnica fizikalnih konstant
- približno 30 kilobajtov pomnilnika za programe in/ali podatke

Čeprav ima HP 35s veliko več funkcij, procesorske moči in pomnilnika kot izvirni HP-35, v katerega spomin je izdan, je HP poskušalo dati HP 35s videz izvirnega HP-35 in drugih kalkulatorjev tistega časa. Kalkulator ima tudi nagnjene tipke, po katerih so kalkulatorji HP znani. HP-35 nagnjenih tipk ni imel.
Fizični videz in razporeditev tipkovnice HP 35s se precej razlikuje od svojega predhodnika HP 33s, drugače pa sta kalkulatorja funkcionalno skoraj enaka. Glavne razlike so:
- v HP 35s je možno v programih naslavljanje z oznakami in oštevilčenimi vrsticami. HP 33s je imel le naslavljanje z oznakami. S samo 26-timi oznakami je bilo težko pisati programe in izkoristiti ves 30 Kb pomnilnik.
- pomnilnik v HP 35s je uporaben tudi za hranjenje podatkov v obliki približno 800 oštevilčenih pomnilniških registrov.
- podpora za vektorske operacije je v HP 35s nova.
- posredno vejanje, ki omogoča da se vsebina pomnilniških registrov uporabi kot tarča pri ukazih za vejanje (GTO ali XEQ), je na voljo v HP 33s, pri HP 35s pa ni na razpolago.

HP 35s je HP izdelalo v sodelovanju s Kinpo Electronics, Inc. Kasneje je to podjetje izdelovalo ta kalkulator za HP.

## Tipke
| R/S    | GTO    | XEQ  | MODE                        | ▲  | ▲   |
|        |        |      |                             | ◄  | ►   |
| RCL    | R↓     | x<>y | i                           | ▼  | ▼   |
| SIN    | COS    | TAN  | {\displaystyle {\sqrt {x}}} | yx | 1/x |
| ENTER↑ | ENTER↑ | +/-  | E                           | () | ←   |
| EQN    | 7      | 8    | 8                           | 9  | +   |
| f      | 4      | 5    | 5                           | 6  | ×   |
| g      | 1      | 2    | 2                           | 3  | -   |
| C      | 0      | .    | .                           | Σ+ | ÷   |